# Padmapani

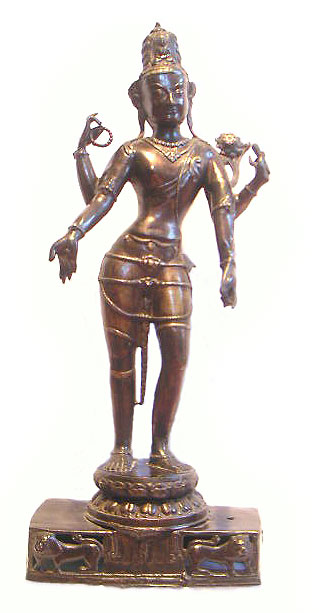
Vierarmiger Padmapani (Nepal)

Padmapani (skt. Padmapāṇi; „Halter des Lotos“; chinesisch 蓮華手菩薩, Pinyin Liánhuāshǒu púsà bzw. 波頭摩巴尼,  Bōtóumóbāní; tib.: phyag na pad mo) ist einer der acht großen Bodhisattvas des Mahayana-Buddhismus. Er ist eine Erscheinungsform von Avalokiteshvara, dem Bodhisattva des Mitgefühls.

## Darstellung
Kennzeichnend für die Ikonographie dieses Bodhisattva ist die Darstellung im so genannten Dreibruch (Die Körperachse ist in der stehenden Form in drei Teilachsen gebrochen). Er erscheint aber meist in zweiarmiger Form zusammen mit dem Bodhisattva Vajrapani an der Seite von Buddha Amitabha im Reinen Land von Dewachen und gehört zur Padma (Lotos)-Buddhafamilie.
Der Dalai Lama gilt im tibetischen Buddhismus als Verkörperung von Avalokitesvara-Padmapani.